# کلاغ نوک‌سفید
کلاغ نوک‌سفید (نام علمی: Corvus woodfordi) نام یک گونه از سرده کلاغ است.